# 牛角瓜
牛角瓜（學名：Calotropis gigantea），別稱斷腸草（廣東）、五狗臥花（廣東崖縣）、羊浸樹（雲南、廣東）、羊浸渣葉、哮喘樹、大麻風藥、奶漿包、皇冠花、紫冠花、五狗臥花心、野攀枝花及牛角瓜葉等，為夹竹桃科牛角瓜屬植物，本種的模式標本採自於印度。

## 名稱由來
牛角瓜的名稱源自於本種果實狀似牛角的外形；五狗臥花及皇冠花的別名源自於本種副花冠狀似五隻小狗及皇冠的外形。

## 分佈
本種現分佈於亞洲的中國、越南、泰國、緬甸、老撾 、印尼、馬來西亞、巴布亞新幾內亞、印度、巴基斯坦、斯里蘭卡、不丹、尼泊爾、伊朗等；非洲的蘇丹、坦桑尼亞、肯尼亞、安哥拉、莫桑比克、塞舌爾、毛里求斯、扎伊爾、加蓬等；地中海的以色列；澳洲的澳大利亞北部等；美洲的美國、古巴、蘇里南、委內瑞拉、圭亞那等地。中國國內分於廣西、廣東、海南、福建、雲南、四川等省區，本種能耐旱、耐貧瘠，常生於乾旱或半乾旱的曠野地、低海拔向陽山坡以及海邊。

## 形態特徵
牛角瓜是一種直立灌木植物，全株具乳液，高可達3米。枝條粗壯，圓柱形，黃白色，嫩枝披灰白色絨毛。

### 葉
葉為橢圓狀長圓形或倒卵狀長圓形，對生，肥厚，草質，先端急尖，少為圓鈍，基部心形，表面及背面披灰白色絨毛，成長後絨毛逐漸脫落，每邊側脈4－6條，疏離，長約8－20厘米，寬約3.5－9.5厘米；葉柄極短，近無柄或有時抱莖。

### 花

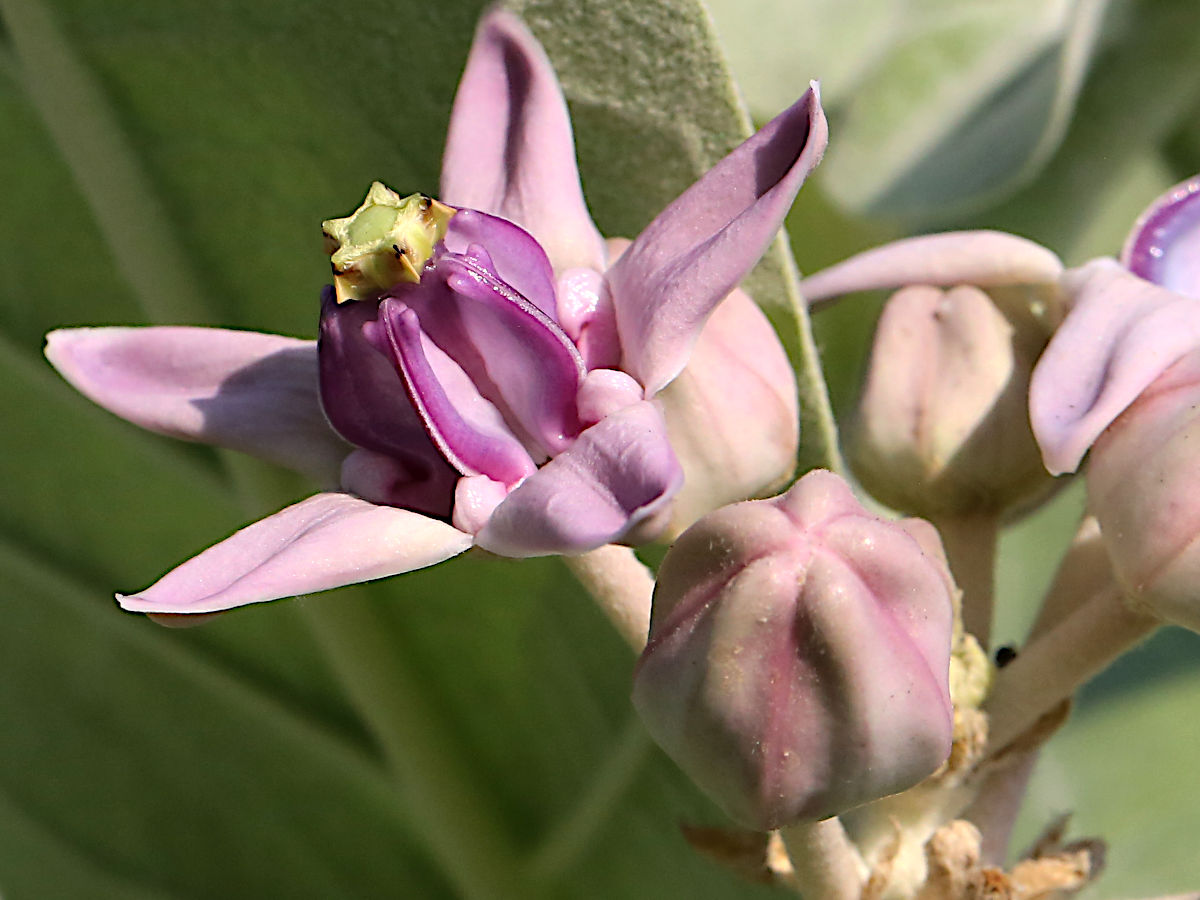
牛角瓜花朵, 泰国

花為聚傘花序傘形狀，頂生或腋生；花細小；花序梗及花梗披灰白色絨毛，花梗長約2－2.5厘米；花萼5裂，裂片卵圓形，內面基部具腺體；花冠紫藍至紫紅色，寬鐘狀，直徑約3－4厘米；花冠裂片5枚，卵圓形，急尖，呈鑷合狀排列，長約1.5厘米，寬約1厘米；副花冠裂片5枚，頂端內向，基部有外卷的距，肉質，著生於雄蕊的背部，外形貌似五隻小狗或皇冠；花粉塊長圓形，每室1個呈下垂狀。

### 果

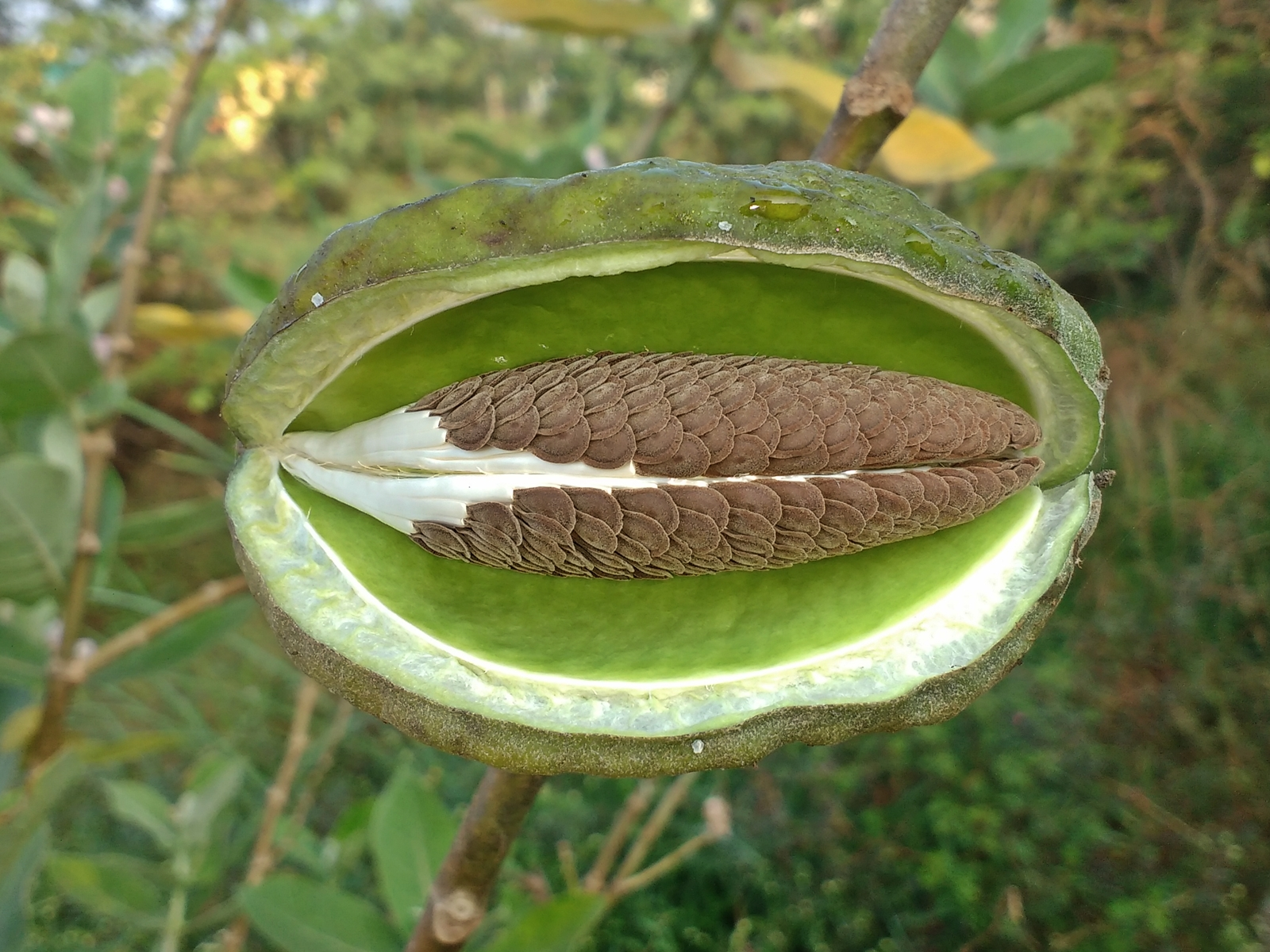

果為蓇葖果，單生，膨脹，先端短尖呈外彎，外型呈牛角狀，披短柔毛，長約7－9厘米，直徑約3厘米，成熟後開裂；種子廣卵形，先端具白色絹質種毛，長約5毫米，寬約3毫米；種毛長約2.5厘米。

## 用途
牛角瓜全株可供作肥料；莖皮纖維可供製作繩索、編織麻布、麻袋、紙張及人造棉等；種毛可供製作絲絨原料；可使用溶解法及機械法提取牛角瓜的白色乳液，乳液中的碳氫化合物及烴類比例與原油相似，1公頃的牛角瓜可提煉出一萬多升的原油；乳液乾燥後可供作黃色染料、樹膠原料及鞣料等；牛角瓜的生長迅速，能每週生長約30厘米，長於沙土土上能起固沙防風之效。

### 醫藥用途
本種以葉入藥，於夏及秋季採收曬乾，中藥名為牛角瓜，味微苦、澀，性平，具袪痰、止咳等功效，主治百日咳、咳嗽痰多、皮膚病、風濕、支氣管炎、痢疾等症狀，現代藥理研究表明牛角瓜乳汁有毒，具抗炎、抗凝血、強心及驅蟲等作用，樹皮亦可用於治療癩癣之上。

## 外部連結
- （简体中文）. 植物通.   [November 6, 2011]. （原始内容存档于2021-01-24）.
- （简体中文）. 中國植物圖像庫.   [November 6, 2011].[]
- （简体中文）. 中國自然標本館 物種相冊.   [November 6, 2011].[]
- 牛角瓜, Niujiaogua （页面存档备份，存于） 藥用植物圖像數據庫 (香港浸會大學中醫藥學院) （繁體中文）（英文）

 维基共享资源上的相關多媒體資源：牛角瓜
 維基物種上的相關：牛角瓜